# Ołeksij Martynow (przedsiębiorca)
Ołeksij Heorhijowycz Martynow, ukr. Олексій Георгійович Мартинов, ros. Алексей Георгиевич Мартынов, Aleksiej Gieorgijewicz Martynow (ur. 6 czerwca 1966 w Łudinowo, w obwodzie kałuskim) – ukraiński biznesmen pochodzenia rosyjskiego, jeden ze współwłaścicieli PrivatBank Group.

## Życiorys
W 1989 ukończył studia na Uniwersytecie Państwowym w Dniepropetrowsku uzyskując tytuł inżyniera elektryka systemów automatycznego sterowania. W 1989 rozpoczął karierę zawodową: wtedy młody absolwent rozpoczął tworzyć systemy automatycznej kontroli w przedsiębiorstwie Fianit. Po półtora roku pracy razem z partnerami, wśród których byli Hennadij Boholubow i Ihor Kołomojski, założył firmę handlującej sprzętem komputerowym. W marcu 1992 razem z Ihorem Kołomojskim, Hennadijem Boholubowym i Serhijem Tihipko założył „Prywatbank”. Od 2001 Członek Rady Nadzorczej grupy PrivatBank Group. Grupa aktywów obejmuje zakłady metalurgiczne oraz kombinaty górniczo-przetwórcze na Ukrainie, w Rosji, Rumunii, Polsce i Stanach Zjednoczonych. Handel olejem i paliwem poprzez rozbudowaną sieć stacji benzynowych. Przemysł spożywczy. Banki, w tym jedna z największych instytucji finansowych na Ukrainie – Prywatbank.
Dyrektor „Solm Ltd”, zajmującej się biznesem żelazostopów, w grupie PrivatBank na Ukrainie.
W 2006 roku w składzie Partii Ludowej 40-letni przedsiębiorca Martynow startował w wyborach do Rady Obwodowej w Dniepropietrowsku. Jednak jego kampania polityczna nie udała się, czego nie można powiedzieć o biznesie.
W 2006 znalazł się na 9 miejscu w rankingu najbogatszych ludzi na Ukrainie, jego majątek szacowano wówczas na 1,4 mld USD. W 2008 uplasował się na 6 miejscu w rankingu, a jego majątek wzrósł w ciągu dwóch lat do 4,94 mld USD.
Jest żonaty i ma córkę.